# Angelo Arvati
Angelo Arvati (Monza, 1943 – Novi Ligure, 17 dicembre 2015) è stato un politico italiano.

## Biografia
È stato una delle figure di spicco dell'Unione dei Comunisti Italiani (marxisti-leninisti) e del giornale Servire il Popolo. Successivamente direttore politico di La voce operaia, nei primi anni '70 ha preso parte alla delegazione in Cina del proprio partito.
Nel 1987, dopo alcuni anni di militanza nelle file del Partito Comunista Italiano si è allontanato dalla vita politica attiva e si è trasferito con la propria famiglia nel Monferrato.
Dopo essersi separato e aver lasciato il lavoro negli anni '90, ha studiato teologia a Milano ed è divenuto Diacono presso la Diocesi di Casale Monferrato.
Nel 1988 rilasciò un'intervista pubblicata su Famiglia Cristiana a proposito della sua visione, a posteriori, del viaggio in Cina e degli ultimi anni di appartenenza all'Unione dei Comunisti Italiani (marxisti-leninisti), poi divenuto Partito Comunista (Marxista-Leninista) Italiano.
Dopo qualche sporadico incontro con Aldo Brandirali, divenuto nel frattempo attivista di Comunione e Liberazione e Forza Italia, i suoi rapporti con gli ex compagni e la politica si sono interrotti.